# Wilhelm Hallander
Johan Wilhelm Hallander, född 26 januari 1864 i Lilla Harrie socken, död 12 juli 1922 i Brogården, Skara, var en svensk veterinär.
Wilhelm Hallander var son till skvadronhästläkaren Christian Wilhelm Hallander. Han avlade studentexamen i Helsingborg 1882 och utexaminerades från Veterinärinstitutet 1886. Samma år blev han distriktsveterinär i Hedemora-Garpenbergs distrikt. 1897–1899 var Hallander förordnad att under olika perioder bestrida extralärartjänst och adjunktur vid Veterinärinstitutet samt till sist professuren i husdjursskötsel där. Han utnämndes 1899 till lektor och föreståndare vid Skara veterinärinrättning och erhöll 1907 professors namn. Hallander var 1905–1918 ordförande i sjätte distriktets premieringsnämnd och 1919 i femte distriktets. 1909 förordnades han att inom Jordbruksdepartementet som sakkunnig biträda med utredning rörande Sveriges hästavel och blev 1910 suppleant i Stuteriöverstyrelsen. Han företog studieresor till Danmark, Tyskland och Nederländerna. 
Hallander utförde ett förtjänstfullt arbete för höjande av Sveriges hästavel. 1893 bildade han föreningen Södra Dalarnas hästvänner med syfte att utveckla den nordsvenska hästen till en enhetlig ras, vilket skedde som reaktion mot införandet av den den i norra Sverige mindre lämpliga ardennerhästen. Hallander utarbetade riktlinjer för avelsarbetets bedrivande, och företaget vann allmän uppslutning i Sveriges norra delar. Hallander blev 1910 ledamot av Lantbruksakademien.